# Aletes (Sohn des Ikarios)
Aletes (altgriechisch Ἀλήτης Alḗtēs) ist eine Person der griechischen Mythologie.
Er ist in der Bibliotheke des Apollodor ein Sohn des Ikarios und der Periboia, der Bruder der Penelope sowie des Thoas, Imeusimos, Damasippos und des Perilaos. In der Form Auletes (Αὐλήτης) findet sich sein Name auch in einem Scholion und in einem Kommentar zu Homers Odyssee.